# Partyman
Partyman è un singolo del cantautore statunitense Prince, pubblicato nel 1989 ed estratto dall'album Batman, colonna sonora dell'omonimo film.

## Tracce
- 7"

1. Partyman – 3:11
2. Feel U Up (Short Stroke) – 3:44

- 12" (USA)

1. Partyman (The Purple Party Mix) – 6:02
2. Partyman (Partyman Music Mix) – 4:31
3. Partyman (The Video Mix) – 6:20
4. Feel U Up (Short Stroke) – 3:44

- 12" (UK)

1. Partyman (Video Mix) – 6:20
2. Feel U Up (Long Stroke) – 6:28

## Classifiche

### Classifiche settimanali
| Classifica (1989) | Posizione massima |
| ----------------- | ----------------- |
| Australia         | 38                |
| Belgio (Fiandre)  | 16                |
| Canada            | 24                |
| Germania          | 32                |
| Irlanda           | 6                 |
| Italia            | 7                 |
| Nuova Zelanda     | 16                |
| Paesi Bassi       | 16                |
| Regno Unito       | 14                |
| Stati Uniti       | 18                |
| Stati Uniti (R&B) | 5                 |
| Svizzera          | 25                |

### Classifiche di fine anno
| Classifica (1989) | Posizione |
| ----------------- | --------- |
| Italia            | 30        |